# Гольдешт
Гольде́шт или Кале́-Шах (перс. گل‌دشت‎) — город в центральном Иране, в провинции Исфахан. Входит в состав шахрестана Неджефабад. По данным переписи, на 2006 год население составляло 22 693 человека.

## География
Город находится в южной части Исфахана, в гористой местности, на высоте 1608 метров над уровнем моря.
Гольдешт расположен на расстоянии приблизительно 17 километров к западу от Исфахана, административного центра провинции и на расстоянии 332 километров к югу от Тегерана, столицы страны. Ближайший аэропорт расположен в городе Исфахан.